# آنتسزا
آنتسزا (به لاتین: Antseza) یک منطقهٔ مسکونی در ماداگاسکار است که در بخش میتسینجو واقع شده است. آنتسزا ۹٬۰۰۰ نفر جمعیت دارد و ۳۱ متر بالاتر از سطح دریا واقع شده است.